# Бибиков, Пётр Алексеевич
Пётр Алексеевич Бибиков (1832 или 1833 — 1875) — русский публицист и переводчик.

## Биография
Сын А. Н. Бибиковой. Получил образование в одесском Ришельевском лицее. Принимал участие в военных действиях 1854—1855 годов на азиатском театре военных действий; после войны, в чине поручика, поступил в Николаевскую военную академию и в 1858 году успешно окончил курс. Совершив краткое путешествие по Европе, поступил на службу в генеральный штаб. Одновременно со службой, в 1859—1864-м годах выступал в качестве внешнего корреспондента в периодической печати. Сотрудничал в «Современнике», в газете «Современное слово» Дмитрий Ивановича Писарева, в «Искре», в «Русском слове» (1861—1864), в «Военном сборнике» (1861), в журнале «Время» (1861—1863), в «Библиотеке для чтения» (1864) и в «Книжном вестнике» (1864—1865).
Первая крупная публикация Бибикова ― «Очерк итальянской истории со времён первой французской революции» ( «Современник», 1859). Вслед за тем в журнале «Русское слово» была напечатана его статья «Третье сословие во Франции до революции» (1861). Как военный историк Бибиков участвовал в Энциклопедическом словаре» П. Л. Лаврова (1861―1862). Значительным выступлением Бибикова явилась брошюра «О литературной деятельности Н. А. Добролюбова» (1862), первый после смерти Добролюбова обстоятельный обзор его творчества с позиций единомышленника ― демократа.
В журнале «Время», Бибиков опубликовал статьи «Феноменология войны» (1861), названной Ф. М. Достоевским в редакционных примечаниях «прекрасной», и «Как решаются нравственные вопросы французской драмой» (1862). Наиболее полно свои убеждения Бибиков высказал в «нравственно-критическом этюде» о повести Н. Г. Помяловского «Молотов» ― «По поводу одной современной повести» (1862); пафос статьи ― в требовании «дела», «героев», в непризнании «простого мещанского счастья». Путевые заметки «От Петербурга до Екатеринославля» (1863) достоверно изображали быт низового офицерства и солдат в провинции. Для мировоззрения Бибикова показательна его статья «Границы положительного знания» (1864), в которой, развивая по-своему идею О. Конта, Бибиков выстраивал иерархию «логически взаимосвязанных наук», ставя во главе их историю.
В 1863 году Бибиков вышел в отставку с военной службы в чине капитана.
В 1865 году за сборник своих ранее не опубликованных статей «Критические этюды» Бибиков по представлению цензурного комитета, подвергшего книгу подробному разбору, был предан суду по обвинению в «прямом порицании и оскорблении начал семейного союза». Петербургская судебная палата (ноябрь 1865) признала недозволенным содержание статей «Современные утописты. Изложение и критический разбор теории Фурье» (ранее не пропущенная цензурой в журнале «Время»), «Сентиментальная философия» (о логике Дж. С. Милля) и «весьма цинически написанного» этюда «Ревность животных. По поводу неслыханного поступка Веры Павловны Лопуховой», в котором Бибиков отстаивал идею равноправия полов, но при этом аргументы в пользу героини романа Н. Г. Чернышевского извлекал из описания «половых отношений собак, пчёл и муравьёв». Это был первый в России судебный процесс по литературному делу на основе нового цензурного законодательства. Бибиков был осуждён на 7 дней гауптвахты. А. И. Герцен откликнулся на процесс Бибикова статьей в журнале «Колокол»: «Первое запрещение, первое предостережение, первый суд!» (1865, 15 декабря).
Решив бросить журнальную деятельность Бибиков задумал издание «Библиотека классических европейских писателей» и целиком посвятил себя переводам книг, входящих в этот проект. В серию вошли труды выдающихся европейских мыслителей XVIII—XIX веков. «Добросовестнейшим образом комментируя авторов… в качестве переводчика Бибиков проявил из ряда вон выходящий талант, так как никто таким ясным, правильным и точным языком не переводил у нас учёных книг», — писали о Бибикове его современники. За 8 лет ежедневного упорного труда Бибиков перевёл и издал 13 томов наиболее значительных сочинений А. Смита, О. Бланки, Ф. Бэкона, К. Биша, П. Ж. Кабаниса, Т. Мальтуса (сопроводив часть из них своими вступительными статьями), перевёл с французского языка «Науку о человеческом обществе» Д. Г. Глинки (1870). Бибиков дал образец издания научных сочинений, впервые снабжая их разработанным справочным аппаратом и дополнениями.
Весной 1874 года от усиленной умственной работы в стеснённых материальных условиях у П. А. Бибикова стали проявляться признаки душевной болезни. Состояние его только ухудшалось, и через полтора года он скончался в Доме призрения душевнобольных, что на Удельной, под Петербургом. Похоронен вместе с матерью и сестрой, актрисой М. А. Скоровой (ум. 1875), женой актёра В. В. Самойлова.

## Творчество
- 1862 в Санкт-Петербурге издаёт отдельным изданием брошюру о литературной деятельности Николая Александровича Добролюбова.
- С 1865 года издаёт в собственном переводе классических европейских писателей конца XVIII и начала XIX веков, с составленными им критико-биографическими очерками и примечаниями. За 8 лет им были изданы:

- «Физиологические исследования о жизни и смерти» Биша;
- «Отношения между физической и нравственной природой человека» Кабаниса;
- «Исследование о природе и причинах богатства народов» Адама Смита;
- «Теория нравственных чувств», его же, с письмами Кондорсе «О симпатии»;
- «Опыт о законе народонаселения» Томаса Мальтуса;
- «История политической экономии» Адольфа Бланки;
- «Собрание сочинений» Фрэнсиса Бэкона.

- 1865 Издаёт «Критические этюды», ранее в журналах не печатавшиеся — о теории Фурье, о комедии Александра Николаевича Островского «Грех да беда на кого не живёт», о романе Николая Гавриловича Чернышевского «Что делать?», о «Логике» Джона Стюарта Милля, о Ломоносовском юбилее и др. За эту книгу против Бибикова было возбуждено судебное дело, закончившееся присуждением автора к аресту на семь дней «за вредный образ мыслей»; хотя тираж его «этюдов» даже не стали изымать из обращения: «по слабому достоинству сочинения оно и опасности не представляет»[4]. Дело Бибикова было первым литературным процессом в России.
- 1870 Издаёт перевод с французского «Науки о человеческом обществе» Дмитрий Григорьевича Глинки.

Значение серьёзно исполненных переводов Бибикова значительно выше значения его собственных сочинений, которые не отличаются ни оригинальностью мысли, ни талантливостью изложения и представляют собою соединение идей позитивизма и социализма с эстетизмом.